# Prinsens skola
Prinsens skola eller Prins Gustafs folkskola är namnet på den folkskola som invigdes i Uppsala stad redan år 1832, tio år innan 1842 års folkskolestadga fastställdes efter beslut i Sveriges riksdag.

## Historik
Den svenska folkundervisningen har en lång tradition med början i reformationen då människorna skulle ”omskolas” i religiöst avseende. Under 1600-talet stadgades att prästerna skulle hålla katekesförhör med församlingsborna. Varje husfar blev skyldig att se till att hans familjemedlemmar och tjänstefolk kunde läsa. Om ingen i familjen kunde undervisa i läsning var man hänvisad till församlingens kaplan eller klockare som ofta, men inte alltid, kunde undervisa. Skolor för ”vanligt folks” barn fanns mycket sällan, men i Uppsala startade på 1640-talet en så kallad pedagogi eller barnaschola. Pedagogien saknade nästan alla de resurser som vi idag förknippar med skola; man hade ingen särskild lokal utan höll till i lärarens, pedagogus bostad. Därmed måste elevantalet förstås hållas nere. Innantilläsning och katekeskunskap var de viktigaste ämnena även om skrivning och räkning också kunde förekomma. Pedagogien skulle komma att fortleva fram till 1828/29 då dess verksamhet övertogs av verksamheten i den då nybildade Prins Gustafs folkskola.Men innan så skedde hade man i Uppsala år 1784 inrättat en läse- och arbetsskola som främst hade karaktär av uppfostringsanstalt och barnhus för fattiga och ibland också föräldralösa barn. Även denna skola bedrevs med mycket små resurser och även här stod katekesläsning och innantilläsning i centrum. Dessutom fick barnen, som skolans namn antyder, träna sig i enkelt arbete. När Prins Gustafs folkskola bildades år 1830 gick även läse- och arbetsskolan upp i denna nya folkskola. Men hur uppstod Prins Gustafs folkskola? – det skulle ju dröja ytterligare tolv år innan Sverige fick sin första folkskolestadga.
Under 1820-talet tillsattes i Uppsala en Committé for Folkskolans stiftande som 1829 lade fram förslag till inrättandet av en skola benämnd Hans Kungl. Höghet Hertigens av Upland Prins Frans Gustaf Oscars folkskola i Upsala stad. Enligt Frey Björlingson, som har skrivit om detta, vet vi inte vem som lanserade namnförslaget, ”. . . men det var uppenbarligen en reverens i tidens anda för den år 1827 födde prinsen Gustaf. Vid ungefär samma tidpunkt tillkom i Stockholm den efter hans äldre broder Carl namngivna ’Prins Carls uppfostringsinrättning för fattiga barn’”. Stadgar för skolan fastställdes 1829 och 1830 kom verksamheten igång. Tre år senare flyttade man till ett nybyggt skolhus i kvarteret Toven, där Uppsala Missionskyrka nu ligger, och där skolan kom att finnas kvar i någon form fram till 1980-talets början (se mer nedan). Fram till denna tidpunkt kallades skolan ofta bara Prinsens skola.

## Samhälleliga drivkrafter bakom den svenska folkskolans tillkomst
Frågan om vad som drev fram skapandet av en skola för ”vanligt folks” barn har intresserat flera forskare. Enligt en typ av förklaring ledde befolkningsökning och en begynnande urbanisering, fattigdom och barntiggeri i det tidiga 1800-talet till ett behov hos myndigheterna att skapa kontroll över många av samhällets barn. Dessa barn skulle:
”. . . avskiljas från hemmets, gatans och fabrikens inflytande och hållas under kontinuerlig uppsikt”
Andra forskare har pekat på en religiöst motiverad, men även en begynnande sekulär humanism och en önskan att bistå barn som kunde vara föräldralösa, undernärda och kanske bostadslösa – ”värnlösa” som man sa vid denna tid. Oavsett om skolan var ett alternativ till gatan och tiggeriet eller ett erbjudande om fysisk och social omvårdnad så betraktades den inte i första hand som en institution för undervisning och lärande utan snarare som förvaring och viss omvårdnad samt fostran i kristendom och goda seder. De barn som var inskrivna vid Uppsala Läse- och arbetsskola fick varje vecka två kilo mjöl, något som utan tvekan var dels ett viktigt tillskott till dem och deras familj, dels ett betydelsefullt incitament för barnen att gå i skolan och för deras föräldrar, eller ofta förälder, att låta dem gå där.
Enligt en tredje linje bland forskarna återspeglade den successiva framväxten av en skola för folket förändringar i samhället. Företrädare för liberalismen hävdade att den undervisning som barnen kunde få genom hemmet och kyrkan inte var tillräcklig för den medborgerliga bildning som ett konstitutionellt styrelseskick förutsatte. Här fanns vid 1800-talets början en tidig strävan efter demokrati; en ordnad utbildning och läsning, skrivning, räkning och kunskaper om natur och samhälle sågs som nödvändiga för den förändring som anades och som drevs på från några håll.
Oavsett vilken tolkning de företräder är de flesta forskare eniga om att drivkrafterna bakom framväxten av en skola för folket var flera och samverkande. Detta gäller även Prins Gustafs folkskola. I detta fall är det tydligt hur styrkan hos de olika faktorerna varierar över tid. 

## Prins Gustafs folkskolas styrelse och dess dubbla roll
Redan 1784 års Läse- och arbetsskola i Uppsala hade en direktion bestående av landshövdingen, ärkebiskopen och domprosten. Här ingick även en professor, en rådman och två näringsidkare. De var utsedda av akademin, magistraten respektive borgerskapet. Denna sammansättning varierade dock något över tid. I och med tillkomsten av Prins Gustafs folkskola fick direktionen en mera fast sammansättning: Ärkebiskopen och landshövdingen, som skulle vara ordförande var sitt halvår, domprosten och borgmästaren, som skulle vara vice ordförande på motsvarande sätt, en rådman och tre borgare utsedda av magistraten och borgerskapets äldste, samt, från år 1835 två medlemmar av akademin. I 1842 års folkskolestadga ingick föreskrifter om skolstyrelser. På initiativ av Uppsala domkyrkoförsamling medgavs dock genom beslut av Kungl. Maj:t att direktionen för Prins Gustafs folkskola fick utgöra skolstyrelse sedan den utökats med två ledamöter, ”. . . valda av laga sockenstämma ’utan avseende på stånd’”. I denna form skulle direktionen leva kvar som styrelse för folkskolan i Uppsala fram till 1925. 
Direktionen för Prins Gustafs folkskola fick med tiden ta emot ett antal donationer varav den största år 1846. Det var kaptenen Johan Georg von Küsell som testamenterade ”. . . mina egande 4 mantal /. . ./ i Långtibble By af Wänge socken och Upsala Län, med underlydande lägenheter och torp, att blifva en evärdelig fond och inrättning för fattiga och värnlösa barns uppfostran i Upsala stad . . .” Vi anar här att donatorn tänkte sig socialt och materiellt omhändertagande av ”fattiga och värnlösa barn” snarare än skolgång i syfte att dessa barn skulle inhämta kunskaper och färdigheter. Däremot antogs donationsmedlen kunna användas för materiellt understöd till sådana fattiga barn ”vilka eljest skulle i brist på nödigt underhåll i förtid avsluta sin skolgång”.
Denna, och några ytterligare donationer, skulle alltså förvaltas av direktionen för Prins Gustafs folkskola. Så skedde också. Men genom åren kom direktionens dubbla roll – att vara både skolstyrelse och stiftelseorgan – att skapa motsättningar både inom direktionen och mellan direktionen och andra ”intressenter”. Så begärde exempelvis fattigvårdsstyrelsen 1879 hos stadsfullmäktige att få disponera en del av fondens medel för sin verksamhet sedan man hade kunnat konstatera att direktionen inte alltid följde donators vilja. Exempelvis hade direktionen med fondmedel bekostat uppförandet av en lärarbostad, något som väckte debatt i varje fall i berörda kretsar. Först 1881 antog direktionen ett reglemente för stiftelsen och dess fond med innebörden att den senare inte fick sammanblandas med folkskolans ekonomi.
Kungl. Maj:t avgav 1925 ett uttalande som innebar att Uppsala stads folkskolestyrelse skulle sammansättas på samma sätt som gällde för landet i övrigt. Därmed upphörde den dubbla roll som direktionen hade haft i ca 80 år och Uppsala fick en ny folkskolestyrelse. Namnet, Prins Gustafs folkskola, upphörde och ersattes med namnet Uppsala Stads folkskola. Direktionen för Prins Gustafs stiftelse levde emellertid kvar – och gör så än i 2000-talets andra årtionde, se Prins Gustafs Stiftelse eller stiftelsens hemsida

## Lokaler
Fram till omkring 1809 hade läse- och arbetsskolan inga egentliga skollokaler men detta år flyttade man till en ny lokal i kvarteret Toven vid Dragarbrunnsgatan och Kungsgatan i Uppsala. År 1830-31 uppfördes för den då nybildade Prins Gustafs folkskola ett nytt skolhus efter Dragarbrunnsgatan, som 1844 tillbyggdes med en länga mot gården. Byggnaden kom att fungera som skolbyggnad fram till 1957 och revs 1959.
1839 invigdes även H.K.H. Prinsessan Eugenias Småbarnsskola och 1841 fick denna lokaler i ett barnuppfostringshus som byggdes på skoltomten i kvarteret Toven, längs Stadsdikesgatan, det som senare blev Kungsgatan.
Barnuppfostringshuset revs i samband med att Centralskolan uppfördes. Skolbyggnaden, som ritades av Ture Stenberg byggdes av ett konsortium mellan byggmästarna A. Felldin, J. E. Gustafson och J. Hultman, påbörjades hösten 1904 och stod färdig i augusti 1906. Centralskolan, som var tänkt som ett komplement till övriga skolbyggnader i Uppsala rymde bland annat slöjdsalar, skolkök och administrationslokaler. För slöjdlokaler hade uppsalaskolorna tidigare använt Fackskolans lokaler. Därutöver tvättstuga, en badinrättning med simbassäng, bastu och duschar. Skolan var redan från början utrustad med elektriskt ljus, något som inrättades i Uppsalas övriga skolor först omkring 1920.
1960 övertog Centralskolan namnet Prinsens skola efter den gamla skolbyggnaden på samma tomt, vilken revs 1959. Under 1960-talet användes byggnaden allt mindre och i början av 1970-talet övertog fastighetskontoret ansvaret för byggnaden. Fram till läsåret 1979/80 användes dock skolkökslokalerna av eleverna i Vaksalaskolan. I mars 1981 gavs rivningslov för skolan och i december genomfördes rivningen.